# 早稲田大学学生部長宅盗聴事件
早稲田大学学生部長宅盗聴事件（わせだだいがくがくせいぶちょうたくとうちょうじけん）とは、1997年に革マル派が起こした盗聴事件。

## 概要
1997年、早稲田大学では学園祭開催を巡って、革マル派の影響下にあった実行委員会が大学側と対立。革マル派は大学側の動きを探る目的で、8月から10月にかけ、千葉市中央区の早稲田大学学生部長宅の付近の電話線に盗聴装置を取り付け、11回にわたり通話を録音、盗聴した。
この事件で警察は革マル派の革マル派非公然活動家10人を指名手配し、内5人が逮捕。電気通信事業法違反で起訴され、懲役10ヶ月の実刑判決が言い渡された。
これが要因となり、早稲田大学の早稲田祭実行委員会は2001年まで活動禁止となった。また、早大本部側が革マル派の残党を強制排除する契機ともなり、革マル側の影響力は次第に低下して行くことになった。

## 関連書籍
- 西岡研介「マングローブ」（講談社）